# 两英革命烈士纪念碑
两英革命烈士纪念碑，位于中国广东省汕头市潮南区两英镇公园内，现为潮南区文物保护单位，类型为近现代重要史迹及代表性建筑，公布时间为1992年4月7日。
两英革命烈士纪念碑的历史年代为现代。